# 金布韦勒
金布韦勒是德国莱茵兰-普法尔茨州的一个市镇。总面积5.53平方公里，总人口414人，其中男性185人，女性229人（2011年12月31日），人口密度75人/平方公里。